# 37432 Піскештетьо
37432 Піскештетьо (37432 Piszkéstető) — астероїд головного поясу, відкритий 11 січня 2002 року.
Тіссеранів параметр щодо Юпітера — 3,513.
Назва за спостережною станцією Піскештетьо (угор. Piszkéstető) астрономічної обсерваторії Конкоя Угорської Академії Наук.